# Gottlieb Friedrich Christmann
Gottlieb Friedrich Christmann (Tubinga, 22 febbraio 1752 – 1836) è stato un editore e botanico tedesco.
Fu editore e coautore con Georg Panzer introducendo la produzione scientifica del grande Carlo Linneo, Vollstandiges Pflanzensystem, L .; in quindici volumi di 14 volumi, a Norimberga, dal 1777 al 1788.

## Opere
- 1811. Alltagsgebete für Kinder: nebst einer Umschreibung des Vaterunsers

- 1758. Onomatologia Medica Completa Seu Onomatologia Historiae Naturalis, Oder Vollständiges Lexicon Das Alle Benennungen Der Kunstwörter Der Naturgeschichte Nach Ihrem Ganzen Umfang Erkläret, Etc. [vol. 5-7 de G.F. Christmann. vol. 1 con prefacio de P.F. Gmelin. vol. 2 con prefacio de J.C. Schäffer.]

- 1756. Onomatologia medica completa oder Medicinisches Lexicon, das alle Benennungen und Kunstwörter welche der Arzneywissenschaft und Apoteckerkunst eigen sind, deutlich und vollständig erkläret. Con Johann Friedrich Gmelin, Albrecht von Haller. Ed. Gaum